# Spaniopsis vexans
Spaniopsis vexans är en tvåvingeart som beskrevs av Ferguson 1915. Spaniopsis vexans ingår i släktet Spaniopsis och familjen snäppflugor. Inga underarter finns listade i Catalogue of Life.